# Fortitudo Anagni MMX
La A.S.D. Fortitudo Anagni MMX è la principale società di pallacanestro della città di Anagni, che partecipa ai campionati dilettanteschi regionali con una squadra maschile ed una femminile.

## Storia
Il Basket Anagni nasce ufficialmente nel 2005 come associazione sportiva dilettantistica, seguendo la scia della tradizione cestistica di Anagni, che aveva visto la precedente società impegnata in Serie B1 a cavallo tra gli anni ottanta e novanta.
Nel 2010-11 affronta per la prima volta il massimo campionato dilettantistico: la Serie A Dilettanti, dove raggiunge il sesto posto nel girone B, ultimo per poter disputare l'anno successivo nel nuovo campionato di DNA. Campionato che vede Anagni nel girone Sud Ovest raggiungere il quinto posto ed una onorevole salvezza.
Il 6 luglio 2012 il Basket Anagni decide di non prendere parte al campionato di DNA per difficoltà economiche, mantenendo in vita l'attività del settore giovanile. 
Richiesta l'iscrizione come squadra riserva in Serie C regionale o Serie D, la società è iscritta come A.S.D. Fortitudo Anagni MMX) al secondo campionato regionale.Il 18 luglio 2013 l'Anagni Basket viene ripescato nel campionato di Serie C regionale.
Nella stagione 2019-2020 la società partecipa al campionato C Silver Maschile Lazio e al campionato Serie C Femminile Lazio.

## Cronistoria
| Cronistoria del Basket Anagni |
| --- |
| - 2005: fondazione del Basket Anagni. - 2006-07: 7º nel Girone F di Serie C. - 2007-08: 3º nel Girone F di Serie C, promosso in Serie B Dilettanti. - 2008-09: 7º nel Girone C di Serie B Dilettanti. - 2009-10: 1º nel Girone C di Serie B Dilettanti, promosso in Serie A Dilettanti. - 2010-11: 6º nel Girone B di Serie A Dilettanti. - 2011-12: 5° nel Girone Sud Ovest di Divisione Nazionale A, Rinuncia a disputare il campionato di Divisione Nazionale A. - 2012-2013 · la società riparte dalla Fortitudo Anagni; 7º nel girone A di serie D, ripescato in serie C. - 2013-2014 · 12ª nel girone A di Serie C2 Lazio, rinuncia alla Serie C2. - 2014-2015 · attività giovanile - 2015-2016 · 5ª nel Girone LT-FR di Promozione Lazio; 2ª nella Coppa Regione, ammessa in Serie D. - 2016-2017 · 5ª nel Girone A di Serie D Lazio, 3ª nel Girone Promozione C, 2ª nello Spareggio Promozione A. - 2017-2018 · 2ª nel Girone A di Serie D Lazio, semifinalista play-off, ammessa in Serie C Silver. - 2018-2019 · 8ª nel Girone A di Serie C Silver Lazio, quarti di finale play-off. - 2019-2020 · 4ª nel Girone B di Serie C Silver Lazio. - 2020-2021 · 1ª nel Girone A di Serie C Silver Lazio, quarti di finale play-off. - 2021-2022 · 9ª nel Girone A di Serie C Silver Lazio. - 2022-2023 · 3ª nel Girone B di Serie C Silver Lazio. - 2023-2024 · 12ª nel Girone B di Serie C Lazio, 11ª nella Poule Salvezza. - 2024-2025 · nel Girone L di Serie C. |